# Sarah Edwards
Sarah Siena Edwards (née en 1988) est une femme politique du Parti travailliste britannique qui est députée de Tamworth dans le Staffordshire depuis une élection partielle en 2023.

## Jeunesse et éducation
Sarah Siena Edwards est née en 1988 à Moseley, une banlieue sud de Birmingham. Son père est professeur d'anglais, tandis que sa mère et son frère travaillent tous deux pour le Service National de Santé. Elle est diplômée en design spatial de Central Saint Martins à Londres en 2010,.

## Carrière avant le Parlement
Avant d'être élue au Parlement, elle travaille comme permanente syndicale dans les West Midlands pour Unite the Union.
Elle est auparavant gouverneure du Service national de santé. Elle travaille pour Oxfam sur des collectes de fonds et des événements de 2010 à 2012. Elle retourne ensuite à Moseley pour occuper son poste chez Unite the Union en 2012. Elle suit le cours de leadership Uprising en 2012 et rejoint le programme des jeunes leaders des ambassadeurs américains en 2015.

## Carrière parlementaire
Edwards est élue pour représenter Tamworth au Parlement lors d'une élection partielle de 2023 à la suite de la démission du député conservateur Chris Pincher après une controverse politique. Elle remporte le siège avec 45,8 pour cent des voix et devient la première députée travailliste de la circonscription depuis les élections générales de 2010. Elle obtient 11 719 voix et une majorité de 1 316 contre 10 403 pour le candidat conservateur,.